# 江東官邸
江東官邸是朝鮮民主主義人民共和國領導人的避暑勝地，也是最高領導人金正恩僅次於龍城官邸的的第二大官邸。

## 位置
據金正日前保鑣李英國的敘述，平壤市周圍至少有八座領導人官邸。江東官邸位於平壤市郊的江東郡，位於金日成廣場東北部約30 km（19 mi）。大同江距其北部僅1 km（0.62 mi）。整個官邸佔地面積約4 km2（1.5 sq mi）。

## 描述
官邸始建於1980年代，於1990年在金正日的命令下擴建。除了金正日自己的住宅，還包括了其後任妻子高英姬、妹妹金敬姬、妹夫張成澤的住所。該區域主要用於夏日避暑或度假，或高層內部聚會宴飲。外有一精心設計的花園，環繞著諸多湖泊。另有大量的客房和一宴會廳。作為閒人免入的禁地，整個區域裝設了二重防護欄，其警衛哨所和檢查站在衛星圖片上也清晰可見。金正日的前廚師藤本健二曾服務於該官邸的客房，提供了部分1989年拍攝的照片。衛星圖片分析顯示該區域自2006年起開始進行大規模改造，增設了新的建築和火車站。距脫北者反映，為了加強偶像化工作，距此官邸和檀君陵不遠的江東郡香木里又打造起了金正恩的出生地，儘管其實際出生地是在平安北道的昌城郡。

## 設施
- 豪華的宴會廳，會客室
- 娛樂設施，包括保齡球、射擊、輪滑等。[7]
- 馬厩及賽車跑道。[4]
- 足球場。[15]
- 江東機場，位於官邸以南4 km（2.5 mi）。[9]

## 外部連結
- . North Korean Economy Watch.   [2014-10-27]. （原始内容存档于2021-02-23）. – Project for comprehensive mapping of North Korea
- . One Free Korea.   [2014-10-27]. （原始内容存档于2020-06-23）. – Detailed satellite pictures of six North Korean leader’s residences

39°12′05″N 126°01′14″E / 39.201381°N 126.020683°E